# 阿里安·萨利米
阿里安·萨利米（波斯語：‎，2003年12月16日—），伊朗男子跆拳道运动员，2023年世界跆拳道锦标赛男子87公斤级铜牌得主、2022年亞洲運動會男子80公斤以上级银牌得主、2024年夏季奥林匹克运动会男子80公斤以上级金牌得主。